# The Stig
The Stig er en maskeret racerkører, kendt fra den britiske tv-udsendelse Top Gear. The Stig har været ukendt lige siden programmet begyndte og optræder som testkører, når ingen af værterne kan bruges, eller hvis der er brug for en hurtig kører.
The Stig er tavs i programmet, og hans identitet er kun kendt af ganske få på settet. Det er således aldrig afsløret i programmet, hvem - eller hvad - der er i dragten. De øvrige værter i programmet bidrager jævnligt til mystikken ved at henvise til diverse besynderlige fakta om ham, såsom at "han peger altid mod magnetisk nord", "trapper gør han forvirret" eller ved at veje ham (vægten viste 0 kg). Fordi hans eneste funktion er at køre i programmet, er han undertiden vist opbevaret i et skab når han ikke bruges, eller blevet transporteret via fly (som bagage). The Stig hører også forskellig musik når han kører (hvis bilen har et musikanlæg), så som marchmusik, progressiv rock, morsekode eller hvalsang.
I de to første sæsoner var han sortklædt med sort hjelm. I starten af tredje sæson blev den sorte Stig "aflivet", og erstattet af den hvide Stig. Grunden til at den sortklædte Stig blev aflivet var kort og godt at han havde afsløret sin identitet i sin selvbiografi "Flat Out, Flat Broke: Formula 1 the Hard Way".
I første afsnit i sæson 13 af Top Gear, blev det afsløret, at the Stig er racerkøreren Michael Schumacher. "Inden Schumacher, der har vundet Formel 1-verdensmesterskabet syv gange, fik rollen som The Stig, var det Formel 1-køreren Perry McCarthy, der gav den som den hemmelighedsfulde testkører, dengang klædt helt i sort." (BT, 22. juni 2009). BBC har efterfølgende indrømmet, at Michael Schumacher ikke er The Stig, men han var den eneste der måtte køre den specielle Ferrari FXX der blev testet i den pågældende episode.
Det blev i afslutning af 2010 afsløret, at det er racerkøreren Ben Collins, der har været "White Stig". Det kom frem, da en engelsk avis fik aktindsigt i nogle bilag fra Top Gear, hvor Ben Collins firma konsekvent var på lønningslisten. Det blev senere afsløret i Ben Collins selvbiografi The Man in the White Suit. I denne fortæller Ben Collins om sin tid hos Top Gear, og alt fra hans audition til at oplære stjernerne inden de skulle køre i "the reasonably priced car".
I sæson 15 af Top Gear var der to julesærudgaver, begge med henvisninger til Ben Collinss Stig. Den første særudgave var fra det østlige Nordamerika, og da de nu var i USA, skulle de tre værter have skydetræning. Her blev der skudt til måls efter papfigurer, som lignede "The Stig". Richard Hammond valgte at vende disse papfigurer om, så han kunne lave et snigangreb på "The Stig" og skyde ham i ryggen.
Den anden særudgave var fra Mellemøsten. De tre værter starter i Irak og skal så køre til Betlehem, som de tre vise mænd. Da de ankommer Betlehem, finder de frem til Jesus' fødested. Da de kommer ind, finder de ikke jesusbarnet, men derimod en baby-Stig.
I første afsnit af serie 16 (som begyndte ca. en måned efter den sidste særudgave) blev den nye "Stig" præsenteret. Den nye "Stig" er ligesom den gamle klædt helt i hvidt.
Hans første opgave var en Ariel Atom V8 – og han satte den hurtigste tid nogensinde på banen i den. Den tidligere Formel-1 verdensmester Fernando Alonso har udtalt, at "hvem der end er indeni dragten er en seriøst god kører".